# 李民 (1920年)
李民（1920年—1993年），河北省肃宁县人，中华人民共和国政治人物。

## 生平
1938年参加革命，1939年加入中国共产党，历任区“青救会”主任、抗日先锋队队长。1944年至1945年6月，担任四区（杨营）区公所区长。之后担任寿张县委组织部部长。1952年5月至9月，担任寿张县委副书记。他在山东寿张县工作时与丁华结婚，婚后有两个孩子。李民在绥阳县县长兼绥阳县人民法院院长期间，伪造自己证明，与结婚。为此丁华从山东赶来，并上书邓小平。邓小平随后批示要求最高人民法院西南分院立案审理，并将其作为典型教育刚入城的西南干部。1953年1月2日，李民重婚罪进行公开判决，大会在两路口重庆铁路局大礼堂举行，2000人参加，院长张曙时认定其重婚罪、判处李民五年有期徒刑（一说判处有期徒刑1年零6个月），随后他被开除中国共产党党籍。1963年至1964年2月，担任贵州铝业公司筹备处副主任（主任为张振林）。1964年2月至9月，担任筹备处主任，之后担任贵阳铝镁设计研究院党委书记等职。1993年去世。